# UAnimals
UAnimals je sveukrajinski humanistički pokret za borbu za prava životinja.

## Povijest
Godine 2016. javni aktivist Oleksandr Todorchuk krenuo je s inicijativom za zaštitu životinja. Svoju je djelatnost UAimals započeo širokom borbom protiv korištenja životinja u cirkusima. Organizaciji je uspjelo uvjeriti Međunarodni cirkuski festival u Odesi, da ne koristi životinje, sad su zabranjeni mobilni cirkusi sa životinjama u Kijevu, Dnjepru, Ternopilu i drugim gradovima. Organizacija se bori, da se zabrane uvedu u zakonodavstvo.
Dne 15. listopada 2017. godine, na inicijativu UAnimals-a, prvi put je održana Sveukrajinski prosvjed za prava životinja. Događaj je istovremeno održan u 17 ukrajinskih gradova, između ostalog u Kijevu, Lavovu, Ivano-Frankivsku, Odesi, Dnjepru i Mariupolu. Prema medijskim izvještajima, prosvjed je u Kijevu posjetilo više od 5000 ljudi, što znači, da je bila akcija te vrste najveća u istočnoj Europi. Od tada se prosvjedi priređuju svake godine, oko njih se okupljaju tisuće ljudi u svim većim ukrajinskim gradovima, javne osobe i zvijezde, prosvjed su podržali poznati ukrajinski glazbenici i sportaši: Jamala, ONUKA, Vivienne Mort, Jana Kločkova i drugi. Godine 2018. u Lavovu je na prosvjed došlo oko 700 osoba, u Dnjepru oko 500.
Od 2017. godine pokret je počeo aktivno promicati ideju protiv korištenja krzna. Na kraju pregovaranja UAnimalsa s ukrajinskim robnim markama, nekoliko desetaka dizajnera koji sudjeluju u Ukrajinskom tjednu mode (Ukrainian Fashion Week) obvezalo se da neće koristiti krzno u svojim kolekcijama, među njima su Andre TAN, BEVZA, ELENAREVA, Ksenia Schnaider, PRZHONSKAYA, Nadya Dzyak, Yana Chervinska i drugi.
Godine 2019., na inicijativu UAimanalsa objavljena je knjiga Petera Singera Animal Liberation, temelj svjetske zaštite životinja.
UAnimals također zahtijeva zabranu delfinarijuma i pokusa na životinjama, izdaje knjige i provodi obrazovne radionice.

## Međunarodni status
Humanistički pokret UAnimals član je sljedećih međunarodnih udruga:
- Od 2018. – Fur Free Alliance;[9]
- Od 2019. – Anti-Fur Coalition.[10]

## Vanjske poveznice
- «Facebook» (ur.). UAnimals official page (ukrajinski). Pristupljeno 23. rujna 2019.
- «Instagram» (ur.). UAnimals official page (ukrajinski). Pristupljeno 23. rujna 2019.